# Redd Kross
A Redd Kross (a név a "Red Cross" szándékos elírása) egy amerikai együttes. Eredetileg hardcore punk-ot és punk rockot játszottak, az évek során azonban áttértek a könnyedebb alternatív metal, pop punk és power pop műfajokra. Elődjüknek az 1978-ban alakult The Tourists nevű punk rock együttes számít. 1980-ban adták ki első EP-jüket, ekkor már Red Cross néven. A "Born Innocent" albumuk után az írásmódot Redd Kross-ra változtatták, miután a Nemzetközi Vöröskereszt perrel fenyegette a zenekart. 1980-ban alakultak meg a kaliforniai Hawthorne-ban. Az évek során egyszer már feloszlottak. Először 1980-tól 1997-ig működtek, végül pedig 2004-től napjainkig. Jelenlegi és volt tagjai közül többen egyéb zenekarokban is játszanak.

## Diszkográfia/Stúdióalbumok
- Born Innocent (1982)
- Neurotica (1987)
- Third Eye (1990)
- Phaseshifter (1993)
- Show World (1997)
- Researching the Blues (2012)
- Beyond the Door (2019)